# 赵宝江
赵宝江（1941年3月—），男，山东烟台人，中华人民共和国政治人物。曾任武汉市人民政府市长。

## 生平
1941年3月出生。1966年毕业于清华大学建筑系。1986年10月至1987年3月任武汉市代市长，1987年3月至1997年1月任武汉市市长。 